# Beware the Cat
Cuidado con El Gato (1561) es una sátira inglesa escrita por el asistente de imprenta y poeta William Baldwin (a veces llamado Gulielmus Baldwin), en 1553. Ha sido reclamado por algunos académicos para ser la primera novela publicada en inglés de cualquier clase.

## Historia de publicación
El trabajo fue escrito en 1553, durante los meses finales del reinado del rey Edward VI, pero no fue publicado porque la accesión de Mary Tudor al trono lo impidió. Joseph Ritson  Bibliographia Poetica (1802) es la autoridad única para una edición dató 1561, el cual es probablemente un error. Una edición de 1570 es ahora sólo sabido vía una era victoriana transcript; una segunda 1570 edición sobrevive sólo como fragmentodecuatro páginas. hay también otra edición, dató 1584. El trabajo estuvo dedicado al courtier John Young.
El 1570 quarto la edición está titulada: Un MARVELOVS hystory intitulede, Beware el Gato. Conteynyng diuerse wounderfull Y asuntos increíbles. Muy agradable y divertido de leer. Al publicarse en su edición de 1570, fue objeto de una respuesta poética anónima de 56 líneas, "Una breve respuesta al libro llamado: Cuidado con el gato", que reprende al autor por burlarse del narrador Maestro Gregory Streamer (quien no es de otra manera se sabe que existió realmente). El libro de Baldwinse publicó en Typographical Antiquities (1786) como un excelente ejemplo de impresión en letras negras. También se conoció a mediados de la época victoriana, ya que fue publicado por la Sociedad Chetham en su volumen Remains, Historical & Literary (1860). Casi no recibió atención de los eruditos literarios, aunque William P. Holden produjo una edición oscura en el inglés arcaico original, emitida por Connecticut College en 1963. Una edición académica completa solo apareció en 1988 (editada por Ringler y Flachmann), después de lo cual el trabajo ha ganado en popularidad.
Baldwin Incluyó glosas impresas en el margen junto a su texto principal, estos son a veces sencillamente ilustrativos, pero otras veces satirizan al narrador, Gregory Streamer, de manera irónica o humorística.

## Argumento
El trabajo emplea un marco narrativo en la corte real durante celebraciones de Navidad en 1552/53. Aquel año Baldwin estuvo empleado como actor y animador bajo George Ferrers, maestro de los pasatiempos del rey. Baldwin crea un personaje, que también se llama Baldwin. Se une a Ferrers, alguien llamado "maestro Willot" y "Maestro Streamer" (es decir, Gregory Streamer) en un debate ficticio sobre la cuestión de si los animales poseen la capacidad de razonar. Streamer se ofrece a persuadir a sus interlocutores de manera afirmativa y procede a pronunciar un monólogo que constituye el resto del libro. Se divide en tres secciones, u "oraciones".
La cuenta Streamer describe sus actividades mientras alojando en la casa de impresión del Londres de John Day, una  imprenta Tudor prominente. En la primera parte, él recounts una conversación ficcional   presencie en aquel alojando entre un hombre de Staffordshire, alguien llamó Thomas, un tercer hablante anónimo, y "#Jerez Maestro," probablemente un fictionalized versión del Oxford académico Richard Sherry. El primero le dice al grupo que cuatro décadas antes había escuchado de otra persona que ese hombre había escuchado a los gatos informar sobre la muerte de un gato llamado Grimalkin. Thomas dice que hace treinta y tres años que había estado en Irlanda, y repite la historia de un campesino sobre el mismo Grimalkin, que se había aparecido siete años antes a un hombre irlandés y su hijo, que se habían refugiado en una iglesia después de ir a saquear. Después de devorar una oveja y una vaca, el gato se come al hijo y el campesino lo mata y escapa. La discusión se convierte en un debate sobre si Grimalkin era de hecho una bruja disfrazada. El tercer orador objeta la razonabilidad de la historia de Thomas, y el maestro Sherry, el cuarto interlocutor, afirma que cree en la existencia de las brujas y dice que el obispo de Alejandría había encontrado una manera de entender a las aves.
La segunda parte del cuento de Streamer describe cómo  escuchó el maullido de los gatos fuera de su ventana y su búsqueda de una manera de obtener la capacidad de comprender el lenguaje de los gatos. Consulta un "libro de secretos" que había sido atribuido al filósofo del siglo XIII Albertus Magnus, y encuentra allí una receta para comprender a los.pájaros. Streamer modifica esta receta y adquiere varios órganos y partes del cuerpo de animales, incluidos los de un erizo, un zorro, un conejo, un milano y un gato. Los combina en varios tipos de alimentos y bebidas y, después de consumirlos, logra su objetivo.
La tercera parte de la obra constituye su propia historia marco. Streamer escucha al grupo de gatos hablando fuera de su ventana. Se han reunido para consumir restos en descomposición de partes de cuerpos desmembrados de traidores ejecutados, que se han colocado sobre la puerta de la ciudad adyacente al alojamiento de Streamer. De hecho, los gatos constituyen un tribunal felino, que Streamer escucha porque está en proceso de juzgar un caso contra el gato Mouseslayer, quien supuestamente violó ciertas leyes de promiscuidad felina. Streamer escucha el monólogo de Mouseslayer ante la corte de gatos, en el que defiende su conducta y da cuenta de la historia de su vida. Es este punto de su libro donde Baldwin incluye su sátira anticatólica más dura. Las referencias internas revelan que el relato de Mouseslayer tiene lugar entre la primera mitad de 1549 y mayo de 1551. Durante este tiempo, los reformadores protestantes trajeron cambios a las leyes religiosas de Inglaterra, pero algunos resistieron estos esfuerzos, al menos según esta sátira. Mouseslayer cuenta cómo había presenciado rituales católicos prohibidos; su historia incorpora tradiciones antifeministas y humor obsceno asociado con el género medieval de fabliaux (John N. King, Voces del ingleses Reformation (2004), p. 152.)
Después de que Streamer completa su "oración", la narración regresa a Baldwin y los demás en la corte real. El autor-narrador entrega su "moraleja", una advertencia de "cuidado con el gato", ya que los gatos pueden presenciar lo que sucede a puerta cerrada.
El uso del diálogo de Baldwin es avanzado para su época, los personajes están claramente dibujados y la descripción de Tudor London es vívida. Como sátira, el libro es efectivo al criticar las prácticas religiosas que estaban en desgracia durante el reinado de Eduardo. La obra también critica las formas de conocimiento ostentosas y pomposas que no se basan en los hechos. La edición de 1584 del texto incluía un poema titulado 'T.K To the Reader' que subraya el sentimiento anticatólico. El trabajo es importante por su uso sofisticado de la narración en capas, sus múltiples narradores y su despliegue satírico de lógica basada en rumores.

## Adaptaciones
Una versión abreviada y reescrita en moderno inglés por David Haden, fue publicado en sus Cuentos de Lovecraftian Gatos (2010) junto con las adaptaciones de Haden de historias de horror del dominio público por otros autores.
La Royal Shakespeare Company realizó una función de una hora de Beware the Cat en The Other Place, Stratford-upon-Avon, en 2019. Investigadores de la Universidad de Sheffield, Sheffield Hallam y Sussex le dieron vida e incluyeron ilustraciones de Penny McCarthy. Adaptación escénica de la Royal Shakespeare Company (artículo de RSC), Adaptación escénica de la Royal Shakespeare Company (periódico Guardian).